# 洛什河
洛什河（法語：Lauch，法語發音：[loʃ]）是法国大东部大区上莱茵省的河流，是伊爾河的左支流，长46.7千米，发源自林塔勒，于科尔马流入伊尔河。
1. ↑  ,   [2023-07-28]
2. ↑  ,   [2023-07-28]